# Крайня необхідність
Кра́йня необхі́дність — це вимушене заподіяння шкоди правоохоронюваним інтересам з метою усунення загрозливої небезпеки, якщо вона в цій ситуації не могла бути усунена іншими засобами та якщо заподіяна шкода є рівнозначною або менш значною, ніж шкода відвернена.
Не є злочином заподіяння шкоди правоохоронюваним інтересам у стані крайньої необхідності, тобто для усунення небезпеки, що безпосередньо загрожує особі чи охоронюваним законом правам цієї людини або інших осіб, а також суспільним інтересам чи інтересам держави, якщо цю небезпеку в даній обстановці не можна було усунути іншими засобами і якщо при цьому не було допущено перевищення меж крайньої необхідності.
Крайня необхідність — одна з обставин, що виключають злочинність діяння і, як наслідок, кримінальну відповідальність. По суті, вона становить собою зіткнення одного права з іншим, тоді як необхідна оборона — це зіткнення права з неправом.

## Історія поняття
Крайня необхідність як кримінально-правова категорія має своє історичне існування. Разом з цим тривалий час норма про крайню необхідність, на відміну від необхідної оборони, не належала до обставин, що виключають злочинність діяння. За заподіяння шкоди в умовах крайньої необхідності особа звільнялась лише від покарання, однак в той же час її дії вважались суспільно небезпечними.
Право на заподіяння шкоди в стані крайньої необхідності виникло ще за часів Стародавнього Риму і поряд з необхідною обороною вважалось одним з природних прав кожної людини. Поступово, в процесі розвитку суспільних відносин, крайня необхідність набувала конкретнішого вираження. Погляди на крайню необхідність як обставину, що виключає покарання, виникли вже в XVIII столітті. Дослідженню окресленого питання присвятили свої праці такі відомі німецькі юристи, як Гроцій, Пуффендорф, Вольф, Матей, Феєрбах та інші. Погляди цих вчених базувались на доктрині природного права, яка також визнавала існування природних прав людини. У XIX столітті німецький філософ Кант дійшов висновку про неможливість шляхом погрози покаранням стримати людину від вчинення злочину, якщо її життю загрожує небезпека. В основу цієї теорії було покладено поняття свободи волі. У європейському законодавстві XVIII-XIX століть поняття крайньої необхідності розглядалось виключно як обставина, що виключає покара́ння, а не його злочинність.
На теренах України поняття крайньої необхідності набуває законодавчого визначення у період XV-XVI сторіч. На той час основним джерелом правової культури українського, а також литовського і білоруського народів був Статут Великого князівства Литовського [Архівовано 17 березня 2013 у Wayback Machine.] (1529 р.). Далі крайня необхідність отримує законодавче закріплення зокрема у Військовому статуті [Архівовано 3 вересня 2012 у Wayback Machine.] 1715 р., в Уложенні про покарання кримінальні та виправні 1845 р. і лише у Кримінальному Уложенні 1903 р. було вперше визначено межі заподіяння шкоди в стані крайньої необхідності.
Згідно з позицією українського правознавця радянського періоду Є. Я. Немировського, при зіткненні рівнозначних інтересів (наприклад, коли для врятування власного життя приноситься у жертву чуже життя або життя кількох осіб, або коли для врятування себе заподіюється смерть третій особі) заподіяння шкоди не може розглядатись як правомірне.
У 60-х роках ХХ століття заподіяння шкоди у стані крайньої необхідності вперше в історії кримінального права було визнане суспільно корисним (соціально допустимим), посилання на суспільно небезпечний характер було виключено.
В сучасному вигляді положення про крайню необхідність внесені до Кримінального кодексу України (стаття 39) та Кодексу України про адміністративні правопорушення (стаття 18).

## Стан крайньої необхідності
Стан крайньої необхідності виникає за наявності двох елементів:
1. небезпека, яка безпосередньо загрожує правоохоронюваним інтересам;
Наприклад, недбале поводження зі зброєю, стихійні сили природи (повені, обвали, зсуви, зливи тощо), напади тварин та ін., погроза касиру з вимогою видачі грошей під загрозою убивства, порушення водієм правил дорожнього руху, що створило аварійну ситуацію.
2. відсутність реальної можливості усунути небезпеку, що загрожує, іншими засобами, ніж заподіяння шкоди правоохоронюваним інтересам.
За своїми зовнішніми ознаками крайня необхідність може полягати, наприклад, у вилученні майна, його ушкодженні або знищенні, викраденні зброї або наркотичних засобів, крадіжці транспорту, приховуванні злочинів, розголошенні державної чи військової таємниці, порушенні різноманітних правил обережності, заподіянні шкоди життю або здоров'ю людини, позбавленні її особистої свободи тощо.

## Обставини, що виключають крайню необхідність
Для того, щоб діяння визнавалося вчиненим у стані крайньої необхідності, воно повинно відповідати певним ознакам, дослідженим наукою кримінального права. Нижче перераховані випадки, що свідчать про відсутність таких ознак.

### Перевищення меж (ексцес) крайньої необхідності
Перевищенням меж крайньої необхідності є умисне заподіяння шкоди правоохоронюваним інтересам, якщо така шкода є більш значною, ніж відвернена шкода.
Вчинення злочину з перевищенням меж крайньої необхідності тягне за собою кримінальну відповідальність за умови наявності складу злочину, проте це є обставиною, що пом'якшує покарання.
Особа не підлягає кримінальній відповідальності за перевищення меж крайньої необхідності, якщо внаслідок сильного душевного хвилювання, викликаного небезпекою, що загрожувала, вона не могла оцінити відповідність заподіяної шкоди цій небезпеці.

### Передчасна і спізніла крайня необхідність
Якщо шкода була завдана до того, як об'єктивно виник стан крайньої необхідності, це утворює передчасну крайню необхідність; після того, як такий стан уже минув — спізнілу крайню необхідність.
Передчасна і спізніла крайня необхідність тягнуть відповідальність на загальних засадах.

### Інша мета або спрямованість
Метою завдання шкоди в умовах крайньої необхідності є відвернення певної небезпеки, яку добре усвідомлює особа.
За спрямованістю дій, що заподіюють шкоду правоохоронюваним інтересам (спрямовані вони на будь-яких сторонніх третіх осіб, або на нападника) крайню необхідність відрізняють від необхідної оборони.